# Dominio de Saga
El Dominio de Saga (佐賀藩 Saga-han?), también conocido como Dominio de Hizen, fue un dominio japonés durante el período Edo. Está asociado con la provincia de Hizen en la actual prefectura de Saga en la isla de Kyushu.

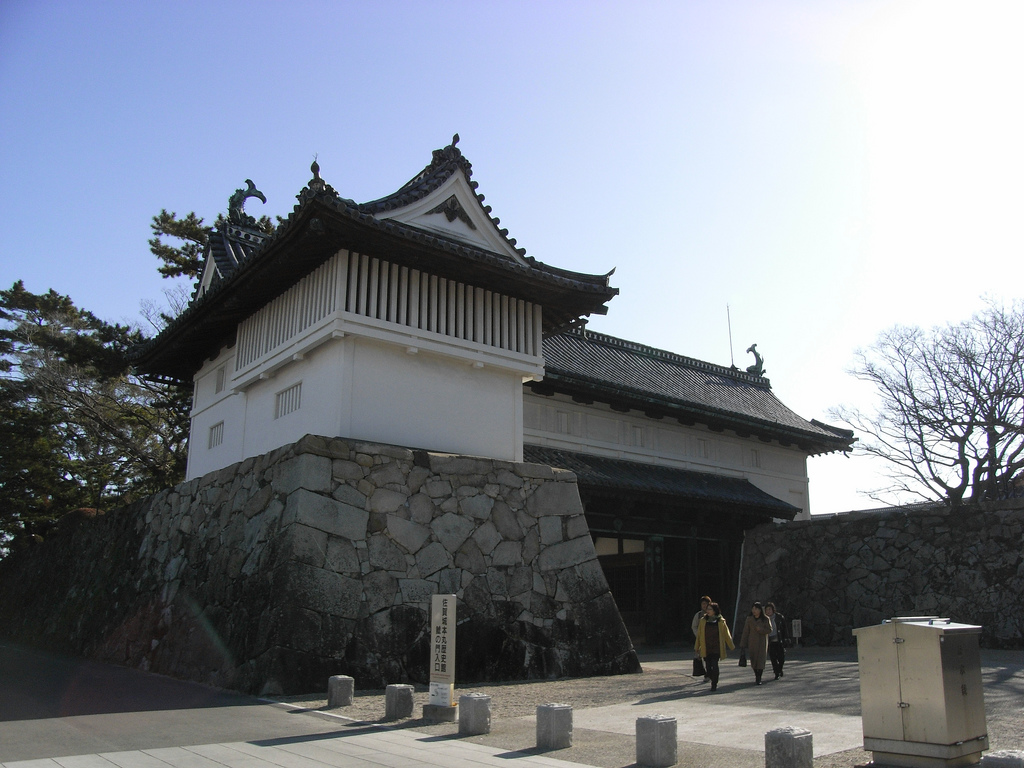
Castillo de Saga

En el sistema han, Saga era una abstracción política y económica basada en encuestas catastrales periódicas y rendimientos agrícolas proyectados. En otras palabras, el dominio se definió en términos del valor esperado de los ingresos fiscales (kokudaka), no del área terrestre. Esto era diferente del feudalismo de Occidente. 

## Historia
El clan Nabeshima fueron originalmente vasallos del clan Ryūzōji que controlaba la región. Sin embargo, Ryūzōji Takanobu fue asesinado en la batalla con los clanes Shimazu y Arima en 1584, y Nabeshima Naoshige se convirtió en el guardián del joven heredero de Takanobu, Ryūzōji Takafusa. Seis años después, Toyotomi Hideyoshi otorgó la aprobación de Nabeshima para derrocar a Ryūzōji y tomar el territorio para su propio linaje. Nabeshima apoyó las invasiones de Hideyoshi a Corea en la década de 1590 y luchó en el ejército occidental contra el clan Tokugawa en la fatídica batalla de Sekigahara en 1600. Durante esta batalla, sin embargo, se volvió y capturó al general del ejército occidental Tachibana Muneshige, obteniendo cierto grado de favor de Tokugawa Ieyasu y se le permitió mantener su feudo. El dominio fue gobernado desde el Castillo de Saga en la ciudad capital de Saga por el clan Nabeshima de tozama daimyō. Aunque los puestos comerciales holandeses y chinos en Nagasaki fueron supervisados directamente por funcionarios del shogunato Tokugawa, el dominio fue en gran parte responsable de la defensa militar de la ciudad y el puerto. 
Los Nabeshima disfrutaron de un ingreso de 357 000 koku durante todo el período Tokugawa, incluidos entre sus vasallos los señores de los dominios cercanos Ogi, Hasunoike y Kashima. 
La ubicación del dominio cerca de Corea y lejos de Edo, la capital shogunal, junto con sus conexiones comerciales, trajo una influencia extranjera significativa al área. El área era un centro de producción y técnicas de cerámica como resultado de sus conexiones con Corea, y se hizo famoso por su porcelana Imari, que era un importante producto de exportación a Europa. 

### Periodo Edo
Sin embargo, los restos de Ryūzōji continuaron emergiendo de vez en cuando y amenazaron el control de Nabeshima sobre el poder. Ryūzōji Takafusa murió en 1607, y seis años después, el shogunato emitió una orden que le otorgaba a su hermano, Ryūzōji Katsushige, el control del dominio. Aunque oficialmente tenía un ingreso de 357 000 koku, el daimyō de Saga en realidad tenía solo 60,000 koku, el resto pertenecía a sus vasallos, las cuatro familias filiales de Ryūzōji (Taku, Takeo, Suko, Isahaya) y las de Nabeshima (Shiroishi, Kubota, Murata, Kawakubō). 
El área también tenía una considerable población campesina cristiana, que estalló en protesta en la famosa Rebelión de Shimabara (1637–8). 
El shogunato impuso a Saga la responsabilidad de la defensa del puerto de Nagasaki y la aplicación de las restricciones marítimas (kaikin). Aunque esta carga se compartió con el Dominio de Fukuoka, cada dominio con estas responsabilidades en años alternos, sin embargo, con frecuencia tensó las finanzas de Saga. Como resultado, no era desconocido para Saga tratar de disminuir sus pérdidas reduciendo la cantidad de samurái que envió para defender el puerto. En octubre de 1808, cuando HMS Phaeton creó un incidente, capturando a comerciantes holandeses y amenazando barcos japoneses y chinos en el puerto, solo 100 samuráis de Saga estuvieron presentes para lidiar con la situación, en lugar de los obligatorios mil. Como no se podían convocar más tropas al puerto a tiempo, el shogunato se vio obligado a someterse a las demandas del barco británico, y regañó duramente a Saga por su incumplimiento de sus obligaciones. El dominio se debilitaría aún más por un tifón en 1828 que le costó a Saga aproximadamente 10 000 vidas. 
Hacia el final del período Tokugawa, los elementos dentro de Saga se aliaron con grupos de Tosa, Satsuma y Chōshū contra el shogunato. Los líderes de la saga se volverían más tarde contra el nuevo gobierno de Meiji, lanzando la rebelión de Saga en 1874, que finalmente fracasó. 

### Bakumatsu y Meiji Ishin

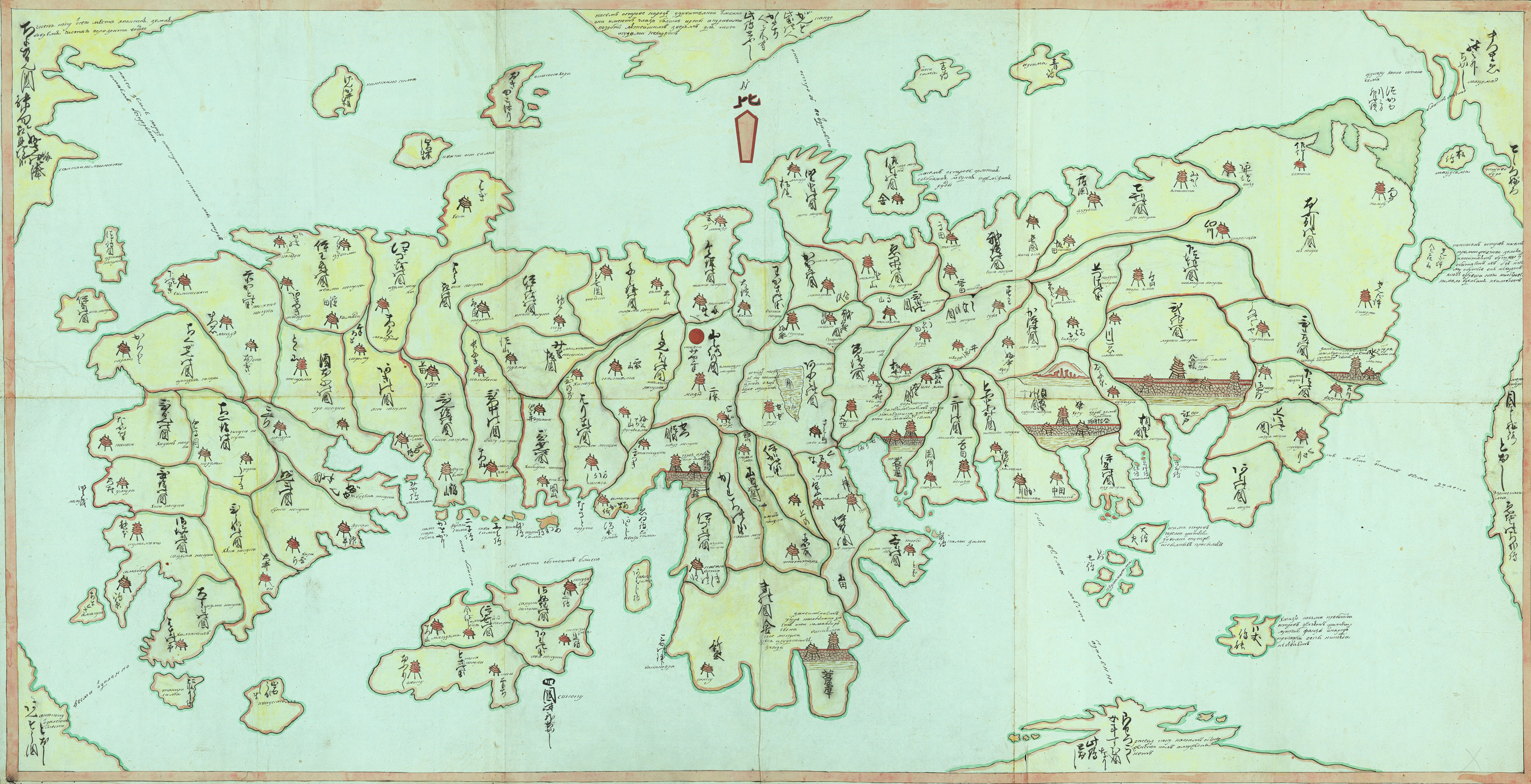
Mapa de Japón, 1789 - el sistema Han afectó la cartografía

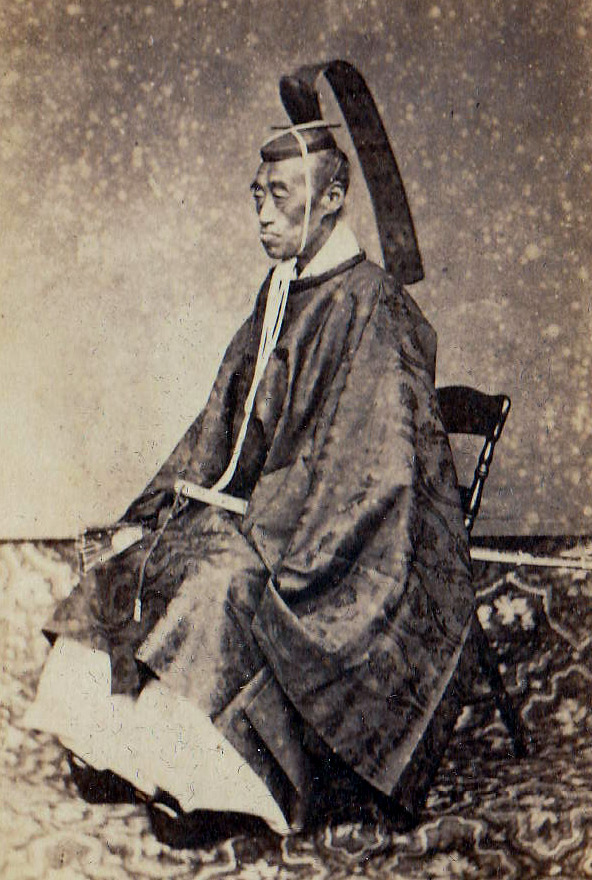
Nabeshima Naomasa

Sin embargo, Saga se recuperó en la última década del período bakumatsu (es decir, la década de 1860), incorporando la tecnología occidental y reformando la gobernanza del dominio. La burocracia se redujo en un 80%, y se hicieron esfuerzos para apoyar y alentar al campesinado. La economía del dominio se centró en la cerámica, el té, el carbón y los productos relacionados, y la prosperidad se encontró a través del comercio. 
El décimo señor de Saga, Nabeshima Naomasa (r. 1830-1861), estableció organizaciones para la investigación de tecnologías occidentales, incluidas la refinación de acero, máquinas de vapor y artillería, y dirigió los esfuerzos del dominio hacia estas actividades, convirtiéndolo en uno de los más modernos. dominios en este período. Así, Saga comenzó a operar en la primera refinería de hierro japonesa en 1849, e hizo el primer uso de hornos reverberatorios tres años después. En 1853, el almirante ruso Yevfimy Putyatin llegó al puerto de Nagasaki y proporcionó la primera demostración de una locomotora de vapor a los japoneses. Ishiguro Hirotsugu, Nakamura Kisuke y Tanaka Hisashige estuvieron entre los primeros ingenieros japoneses, que intentaron fabricar sus propias locomotoras de vapor y barcos de vapor. 
Cuando el shogunato relajó las restricciones sobre la construcción de grandes barcos, se hizo un pedido a los holandeses. Saga vio la revitalización de la industria de construcción naval de Japón y el lanzamiento del primer barco de vapor japonés, el Ryōfūmaru. La academia naval de Nagasaki se estableció en 1855, sus primeros estudiantes provenían de Saga. En 1866, la incorporación del cañón británico Armstrong Whitworth convirtió a los barcos en Nagasaki en la primera armada japonesa ("moderna") de estilo occidental. Las baterías de defensa en Shinagawa también fueron suministradas por cañones de Saga. 

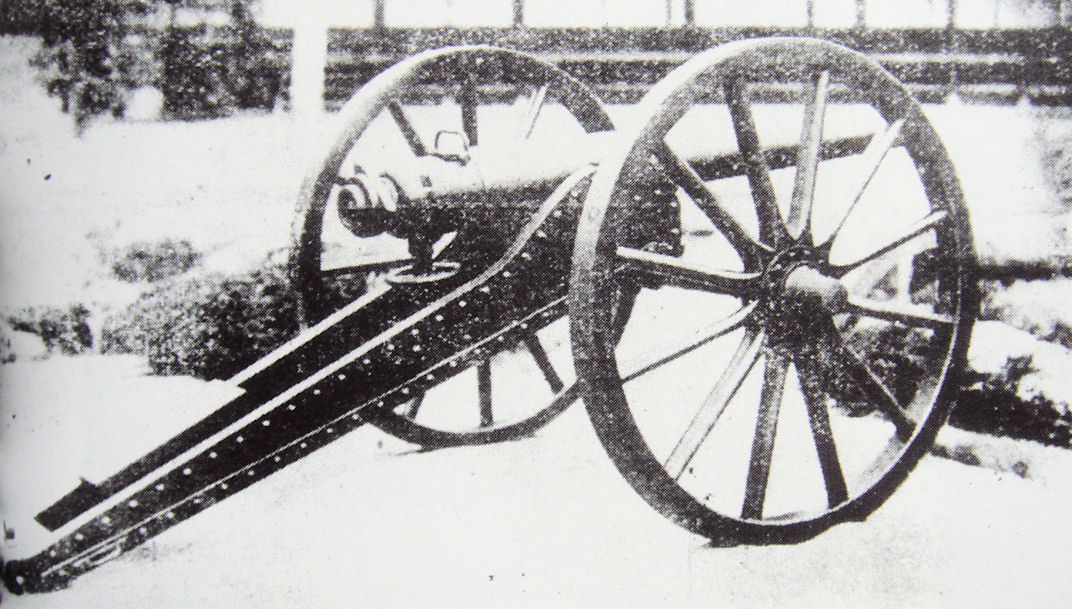
Arma Armstrong utilizada por las tropas del Dominio de la Saga en la Batalla de Ueno contra el Shōgitai del Shogunato.

En gran parte responsable del avance tecnológico y militar de Japón, y teniendo gran parte de los frutos de esas labores, Saga atrajo la atención del shogunato, que mantuvo un ojo en el dominio hasta su caída en 1868. Saga jugó un papel importante en la Restauración Meiji, junto con los dominios de Tosa, Satsuma y Chōshū, y los samurai del dominio lucharon contra el shogunato en la batalla de Ueno y en otros enfrentamientos de la Guerra Boshin. Como resultado, el nuevo gobierno Meiji que surgió después presentó una serie de figuras de Saga, incluidos Etō Shinpei, Ōkuma Shigenobu, Ōki Takatō y Sano Tsunetami. Etō renunció al gobierno, sin embargo, junto con otros en 1873 como resultado de extensas disputas sobre la invasión de Corea, una acción que él, Saigō Takamori y otros apoyaron, pero que finalmente fue rechazada por el consejo. Etō luego organizó la rebelión de Saga al año siguiente, liderando a 3000 hombres en un asalto contra el nuevo gobierno que fue rápidamente reprimido. 
Los dominios feudales fueron abolidos en 1871, y el clan Nabeshima recibió el título de "marqués" (kōshaku) bajo el nuevo sistema de nobleza kazoku . 
El territorio se divide hoy entre las prefecturas de Saga y Nagasaki. 

## Lista dedaimyōs
Los daimyō hereditarios eran jefes del clan y jefes del dominio. 
- Clan Nabeshima, 1593–1647 (tozama; 357 000 koku)[4] Las fechas en la lista a continuación se refieren al período como jefe de los han, no a las fechas de nacimiento y muerte.

1. Nabeshima Katsushige[4] (鍋 島 勝 茂, 1607–1657)
2. Nabeshima Mitsushige (鍋 島 光 茂, 1657–1695)
3. Nabeshima Tsunashige (鍋 島 綱 茂, 1695–1706)
4. Nabeshima Yoshishige (鍋 島 吉 茂, 1707–1730)
5. Nabeshima Muneshige (鍋 島 宗 茂, 1730–1738)
6. Nabeshima Munenori (鍋 島 宗教, 1738–1760)
7. Nabeshima Shigemochi (鍋 島 重 茂, 1760–1770)
8. Nabeshima Harushige (鍋 島 治 茂, 1770–1805)
9. Nabeshima Narinao (鍋 島 斉 直, 1805-1830)
10. Nabeshima Naomasa (鍋 島 直 正, 1830-1861)
11. Nabeshima Naohiro (鍋 島 直 大, 1861-1871)

### Genealogía (simplificada)
- I. Nabeshima Katsushige, 1er Señor de Saga (cr. 1607) (1580–1657; r. 1607–1657)
  - Tadanao (1613–1635)
    -  II. Mitsushige, 2do Señor de Saga (1632–1700; r. 1657–1695)
      -  III. Tsunashige, 3er Señor de Saga (1652–1707; r. 1695–1706)
      -  IV. Yoshishige, 4to Señor de Saga (1664–1730; r. 1707–1730)
      -  V. Muneshige, 5to Señor de Saga (1687–1755; r. 1730–1738)
        -  VI. Munenori, 6to Señor de Saga (1718–1780; r. 1738–1760)
        -  VII. Shigemochi, 7mo Señor de Saga (1733–1770; r. 1760–1770)
        -  VIII. Harushige, 5to Señor de Kashima, 8vo Señor de Saga (1745–1805; r. 1770–1805)
          -  IX. Narinao, 9no Señor de Saga (1780–1839; r. 1805–1830)
            -  X. Naomasa, 10mo Señor de Saga (1815–1871; r. 1830–1861)
              -  XI. Naohiro, 11mo Señor de Saga, 17mo cabeza de familia, 1er Marqués (1846–1921; 11.º Señor de Saga: 1861–1869, Gobernador de Saga: 1869–1871, 1.er Marqués: 1884) 
                - Naomitsu, 18vo cabeza de familia, 2do Marqués (1872–1943; 18.º cabeza de familia y 2.º Marqués: 1921–1943)
                  - Naoyasu, 19no cabeza de familia y 3er Marqués (1907–1981; 19.º jefe de familia y 3.er marqués: 1943–1947, 13.er cabeza de familia: 1947–1981)
                    - Naomoto, 20mo cabeza de familia (1935–2008; 20.º cabeza de familia: 1981–2008)
                      - Naoaki, 21ro cabeza de familia (n. 1959; 21.º cabeza de familia: 2008–presente)
                        - Naoyori (n. 1991)

### Otros nativos notables de Saga
- Umakuma Shigenobu (大 隈 重 信)
- Etō Shinpei (江 藤 新 平)
- Shima Yoshitake (島 義勇)
- Taki Takatō (大 木 喬 任)
- Sano Tsunetami (佐野 常 民)
- Nabeshima Shigeyoshi (鍋 島 茂 義)
- Tanaka Hisashige (田中 久 重)
- Yamamoto Tsunetomo (山本 常朝)